# Arctagrostis
Arctagrostis is een geslacht uit de grassenfamilie (Poaceae). De soorten van dit geslacht komen voor in gebieden met een koud klimaat.

## Soort
- Arctagrostis latifolia